# アレク・ジョルジャン
アレク・ジョルジャン（フランス語: Alec Georgen、1998年9月17日 - ）は、フランス・オー＝ド＝セーヌ県クラマール出身のプロサッカー選手。ポジションはDF。

## 来歴

### クラブ
地元クラブでプレーを始め、2011年にパリ・サンジェルマンFCのアカデミーに入団。2017年1月24日、クープ・ドゥ・ラ・リーグのジロンダン・ボルドー戦でトップデビューを果たした。
2020年6月3日、AJオセールに3年契約で移籍した。

### 代表
2015年5月、U-17代表の一員としてブルガリアで開催されたUEFA U-17欧州選手権2015に参加、優勝を果たした。同年10月にはチリで開催された2015 FIFA U-17ワールドカップに参加した。

## タイトル
U-17フランス代表
- UEFA U-17欧州選手権: 2015